# Jaspis wondoensis
Jaspis wondoensis är en svampdjursart som beskrevs av Thomas Robertson Sim och Kim 1995. Jaspis wondoensis ingår i släktet Jaspis och familjen Ancorinidae.
Artens utbredningsområde är havet utanför Sydkorea. Inga underarter finns listade i Catalogue of Life.